# Baseball ai XVI Giochi panamericani
Il baseball ai XVI Giochi panamericani si è svolto a Guadalajara, in Messico, dal 19 al 25 ottobre del 2011. Campione in carica era la nazionale cubana, vincitrice ininterrottamente dal 1971 delle ultime 10 edizioni del torneo, striscia vincente però interrotta a Guadalajara, dove per la prima volta a vincere ai Giochi panamericani è stata la nazionale canadese che nella finale ha battuto gli Stati Uniti.
Al torneo hanno partecipato otto squadre divise in due gironi, le prime due di ciascun girone sono state promosse alle semifinali ad eliminazione diretta.

## Prima fase

### Girone A
| Squadre         | G | V | S | RF | RS | PCT  |
| --------------- | - | - | - | -- | -- | ---- |
| Messico         | 3 | 3 | 0 | 8  | 5  | 1000 |
| Stati Uniti     | 3 | 2 | 1 | 33 | 5  | 667  |
| Rep. Dominicana | 3 | 1 | 2 | 12 | 29 | 333  |
| Panama          | 3 | 0 | 3 | 7  | 21 | 0    |

#### Risultati
| 19 ottobre 2011, ore 19:00 | Messico | 2 – 1 | Panama | Pan American Baseball Stadium Lagos de Moreno, Jalisco |

| 20 ottobre 2011, ore 14:00 | Rep. Dominicana | 2 – 20 referto | Stati Uniti | Pan American Baseball Stadium Lagos de Moreno, Jalisco |

| 21 ottobre 2011, ore 10:00 | Stati Uniti | 11 – 0 referto | Panama | Pan American Baseball Stadium Lagos de Moreno, Jalisco |

| 21 ottobre 2011, ore 19:00 | Messico | 3 – 2 | Rep. Dominicana | Pan American Baseball Stadium Lagos de Moreno, Jalisco |

| 22 ottobre 2011, ore 14:00 | Panama | 6 – 8 referto | Rep. Dominicana | Pan American Baseball Stadium Lagos de Moreno, Jalisco |

| 22 ottobre 2011, ore 19:00 | Messico | 3 – 2 referto | Stati Uniti | Pan American Baseball Stadium Lagos de Moreno, Jalisco |

### Girone B
| Squadre    | G | V | S | RF | RS | PCT  |
| ---------- | - | - | - | -- | -- | ---- |
| Cuba       | 3 | 3 | 0 | 22 | 16 | 1000 |
| Canada     | 3 | 2 | 1 | 14 | 14 | 667  |
| Venezuela  | 3 | 1 | 2 | 14 | 15 | 333  |
| Porto Rico | 3 | 0 | 3 | 17 | 22 | 000  |

#### Risultati
| 19 ottobre 2011, ore 10:00 | Canada | 5 – 4 referto | Porto Rico | Pan American Baseball Stadium Lagos de Moreno, Jalisco |

| 19 ottobre 2011, ore 14:00 | Venezuela | 4 – 5 referto | Cuba | Pan American Baseball Stadium Lagos de Moreno, Jalisco |

| 20 ottobre 2011, ore 10:00 | Venezuela | 9 – 6 referto | Porto Rico | Pan American Baseball Stadium Lagos de Moreno, Jalisco |

| 20 ottobre 2011, ore 19:00 | Canada | 5 – 9 | Cuba | Pan American Baseball Stadium Lagos de Moreno, Jalisco |

| 21 ottobre 2011, ore 14:00 | Porto Rico | 7 – 8 referto | Cuba | Pan American Baseball Stadium Lagos de Moreno, Jalisco |

| 22 ottobre 2011, ore 10:00 | Venezuela | 1 – 4 referto | Canada | Pan American Baseball Stadium Lagos de Moreno, Jalisco |

## Fase finale
|  | Semifinali  | Semifinali  | Semifinali  |             |        | Finale 1º posto | Finale 1º posto | Finale 1º posto |  |
|  |             |             |             |             |        |                 |                 |                 |  |
|  | Messico     | Messico     | 3           |             |        |                 |                 |                 |  |
|  | Messico     | Messico     | 3           |             |        |                 |                 |                 |  |
|  | Canada      | Canada      | 5           |             |        |                 |                 |                 |  |
|  | Canada      | Canada      | 5           |             | Canada | Canada          | 2               |                 |  |
|  |             |             |             |             | Canada | Canada          | 2               |                 |  |
|  |             |             | Stati Uniti | Stati Uniti | 1      |                 |                 |                 |  |
|  | Stati Uniti | Stati Uniti | Stati Uniti | Stati Uniti | 1      | 12              |                 |                 |  |
|  | Stati Uniti | Stati Uniti |             |             |        | 12              |                 |                 |  |
|  | Cuba        | Cuba        | 10          |             |        | Finale 3º posto | Finale 3º posto | Finale 3º posto |  |
|  | Cuba        | Cuba        | 10          |             |        |                 |                 |                 |  |
|  |             |             |             |             |        |                 |                 |                 |  |
|  |             |             |             |             |        | Messico         | Messico         | 0               |  |
|  |             |             |             |             |        | Messico         | Messico         | 0               |  |
|  |             |             |             |             |        | Cuba            | Cuba            | 6               |  |

### Semifinali
| 24 ottobre , ore 14.00 | Canada | 5 – 3 referto | Messico | Pan American Baseball Stadium Lagos de Moreno, Jalisco |

| 24 ottobre , ore 19.00 | Stati Uniti | 12 – 10 referto | Cuba | Pan American Baseball Stadium Lagos de Moreno, Jalisco |

### Finale 7º - 8º posto
| 24 ottobre , ore 10.00 | Porto Rico | 3 – 2 referto | Panama | Pan American Baseball Stadium Lagos de Moreno, Jalisco |

### Finale 5º - 6º posto
| 25 ottobre , ore 10.00 | Rep. Dominicana | 14 – 7 referto | Venezuela | Pan American Baseball Stadium Lagos de Moreno, Jalisco |

### Finale 3º - 4º posto
| 25 ottobre , ore 14.00 | Messico | 0 – 6 referto | Cuba | Pan American Baseball Stadium Lagos de Moreno, Jalisco |

### Finale 1º - 2º posto
| 25 ottobre , ore 19.00 | Canada | 2 – 1 referto | Stati Uniti | Pan American Baseball Stadium Lagos de Moreno, Jalisco |

## Classifica finale
| Classifica | Squadre         |
| ---------- | --------------- |
|            | Canada          |
|            | Stati Uniti     |
|            | Cuba            |
| 4          | Messico         |
| 5          | Rep. Dominicana |
| 6          | Venezuela       |
| 7          | Porto Rico      |
| 8          | Panama          |